# Raíz duodécima de dos
La raíz duodécima de dos o {\displaystyle {\sqrt[{12}]{2}}} es un número irracional algebraico.
Es relevante en teoría de la música, donde representa la relación de frecuencia de un semitono en el temperamento igual.

## Valor numérico
Su valor es 1,05946309435929..., que es ligeramente mayor que 18/17 ≈ 1,05882352941.
Mejores aproximaciones son 196/185 ≈ 1,05945945946; o 18904/17843 ≈ 1,05946309477.

## Escala cromática de temperamento igual
Un intervalo musical es una relación de frecuencias y la escala cromática de temperamento igual divide la octava (que tiene una relación de 2:1) en doce partes.
Aplicando este valor sucesivamente a los tonos de una escala cromática, empezando desde la tecla la4 que se encuentra nueve teclas a la derecha del do central del piano, se obtiene la siguiente secuencia de tonos:
| Nota     | Frecuencia Hz | Multiplicador | Coeficiente (6 decimales) |
| -------- | ------------- | ------------- | ------------------------- |
| la       | 440.00        | 20/12         | 1.000000                  |
| la♯ si♭  | 466.16        | 21/12         | 1.059463                  |
| si       | 493.88        | 22/12         | 1.122462                  |
| do       | 523.25        | 23/12         | 1.189207                  |
| do♯ re♭  | 554.37        | 24/12         | 1.259921                  |
| re       | 587.33        | 25/12         | 1.334839                  |
| re♯ mi♭  | 622.25        | 26/12         | 1.414213                  |
| mi       | 659.26        | 27/12         | 1.498307                  |
| fa       | 698.46        | 28/12         | 1.587401                  |
| fa♯ sol♭ | 739.99        | 29/12         | 1.681792                  |
| sol      | 783.99        | 210/12        | 1.781797                  |
| sol♯ la♭ | 830.61        | 211/12        | 1.887748                  |
| la       | 880.00        | 212/12        | 2.000000                  |

El la final (880 Hz) tiene el doble de la frecuencia de la inferior (440 Hz), es decir, es una octava más alta.
- Datos: Q4919430